# Joni Huntley
Johanna Luann Huntley, detta Joni (McMinnville, 4 agosto 1956), è un'ex altista statunitense, vincitrice della medaglia di bronzo ai Giochi olimpici di Los Angeles nel 1984.

## Biografia
Nata nello stato dell'Oregon studiò al Sheridan High School e poi all'Oregon State University.
Alle olimpiadi del 1984 giunse nella gara di salto in alto al terzo posto, dietro alla tedesca Ulrike Meyfarth (medaglia d'oro) e all'italiana Sara Simeoni (medaglia d'argento). Alle olimpiadi del 1976 giunse quinta sempre nella competizione di salto in alto.

## Palmarès
| Anno | Manifestazione  | Sede        | Evento        | Risultato | Prestazione | Note |
| ---- | --------------- | ----------- | ------------- | --------- | ----------- | ---- |
| 1984 | Giochi olimpici | Los Angeles | Salto in alto | Bronzo    | 1,97 m      |      |